# Im Da-young
Đây là một tên người Triều Tiên, họ là Im.
Im Da-young (Hangul: 임다영, Hanja: 林多榮, Hán-Việt: Lâm Đa Vinh, sinh ngày 14 tháng 5 năm 1999) là một nữ ca sĩ, vũ công và diễn viên người Hàn Quốc, thành viên nhóm nhạc Cosmic Girls (WJSN) và nhóm nhỏ Wonder do công ty Starship Entertainment và Yuehua Entertainment thành lập và quản lý.

## Tiểu sử
Dayoung sinh ngày 14 tháng 5 năm 1999 tại đảo Jeju, Hàn Quốc.
Năm 2011, cô tham gia chương trình thử giọng của đài SBS, K-Pop Star và có một màn trình diễn nổi bật. Dayoung được ca ngợi là có sự xuất hiện trông như búp bê, giọng ca nội lực và có thể thực hiện nhiều vũ đạo sexy. Tuy mới 13 tuổi nhưng cô đã cho thấy tài năng vô tận của mình.
Dayoung hiện đang theo học tại trường Nghệ thuật và biểu diễn Seoul (Seoul School of Performing Arts) cùng với 2 thành viên Yeoreum và Eunseo.
Cô được nhiều người nhận xét là có gương mặt giống MC Hàn Quốc, Shin Dong-yeop.

## Sự nghiệp

### Trước khi ra mắt
Ngày 10 tháng 2 năm 2015, Starship Ent công bố thông tin các thành viên nhóm nhỏ Wonder (gồm Cheng Xiao, Bona, Dayoung) của nhóm nhạc nữ mới trên trang web chính thức. Dayoung là thành viên làm mọi người ấn tượng nhất vì có sự bức phá và tài năng càng tăng khi họ so sánh với chính cô năm 13 tuổi.
Ngày 21 tháng 12, Dayoung cùng với 7 thành viên đã tiết lộ trước công chúng:. Cheng Xiao, Bona, Eunseo, SeolA, EXY, MeiQi và Dawon phát hành một bìa Giáng sinh "All I Want For Christmas Is You" của Mariah Carey thông qua kênh JuseTV của YouTube.

### Ra mắt - thành viên Cosmic Girls
Ngày 24 tháng 2 năm 2016, Dayoung chính thức ra mắt cùng Cosmic Girls với vai trò hát dẫn, nhảy dẫn trong 2 MV đầu tiên, "MOMOMO" và "Catch me" thuộc album Would you like?.
Dayoung là thành viên nhỏ tuổi nhất nhưng được xem là "người mẹ của nhóm" vì cô luôn quan tâm đến các thành viên.

## Danh sách phim

### Phim truyền hình
| Năm       | Tên tiếng Việt     | Tên tiếng Anh   | Nhân vật  | Kênh              | Ghi chú   |
| --------- | ------------------ | --------------- | --------- | ----------------- | --------- |
| 2020      | Cách mạng tình yêu | Love Revolution | Oh Ah-ran | kakaoTV, SERIESon | Vai phụ   |
| 2020-2021 | Vẻ đẹp đích thực   | True Beauty     | Jenny     | tvN               | Khách mời |